# Národní park Kenai Fjords
Národní park Kenai Fjords (anglicky Kenai Fjords National Park) je národní park na poloostrově Kenai, na jihu Aljašky ve Spojených státech amerických. Park se rozkládá na severovýchodě ostrova, v pohoří Kenai Mountains, při pobřeží Aljašského zálivu i ve vnitrozemí. Je vzdálený přibližně 200 km od Anchorage. Nejbližším městem u parku je přístavní Seward, odkud se tam přijíždějí výletní lodě. V národním parku se nachází Hardingův ledovec, největší ledovec ležící pouze na území Spojených států. Dále je zde dalších více než 30 ledovců.
Pobřeží tvoří fjordy vymodelované ledovci. Nejvyšší hora (nepojmenovaná) na území parku má 1 970 m.

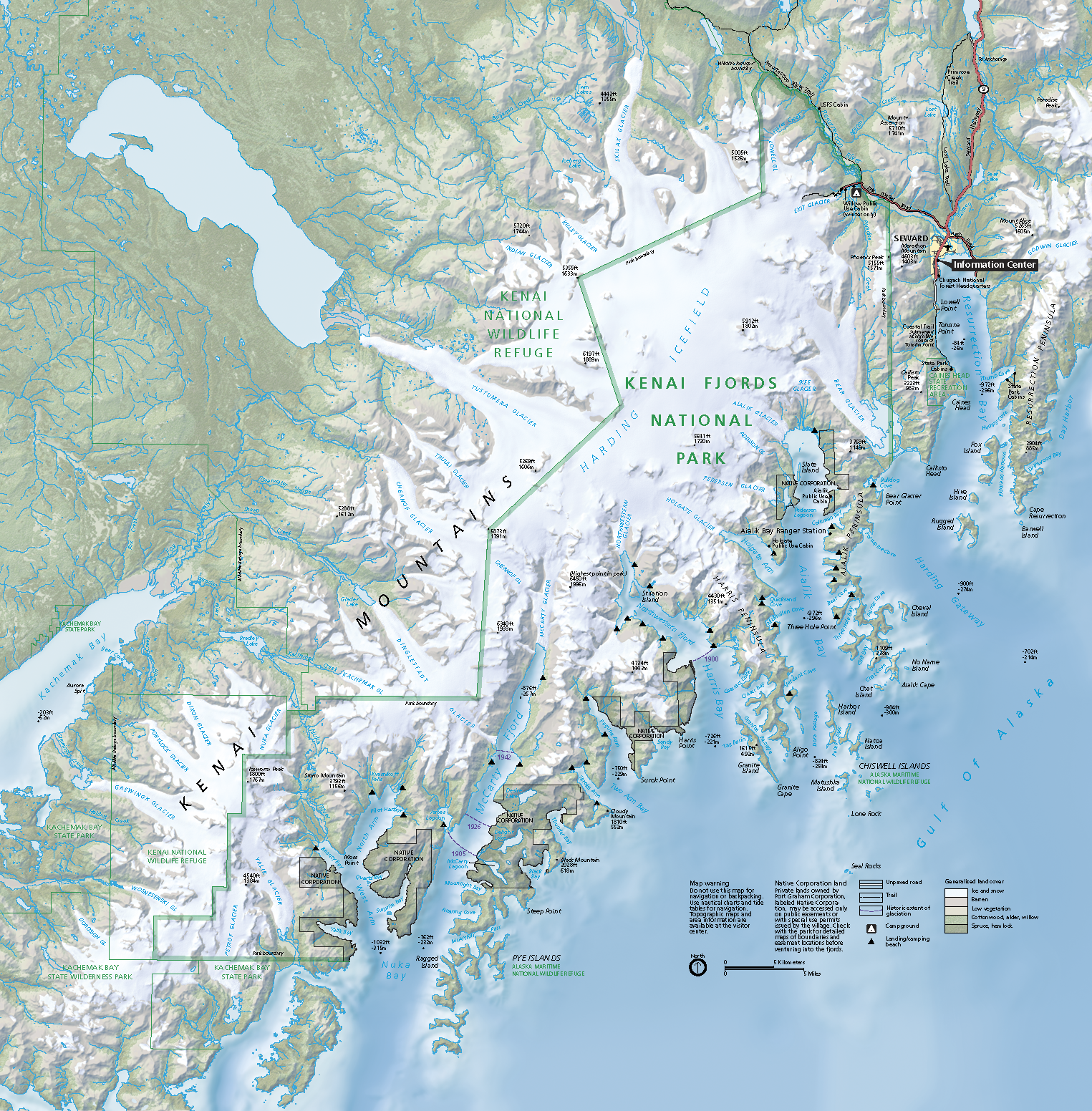
Mapa národního parku